# Acourtia lobulata
Acourtia lobulata là một loài thực vật có hoa trong họ Cúc. Loài này được (Bacig.) Reveal & R.M.King mô tả khoa học đầu tiên năm 1973.